# Angistrisoma atrolutea
Angistrisoma atrolutea is een hooiwagen uit de familie Cranaidae. De wetenschappelijke naam van Angistrisoma atrolutea gaat terug op Roewer.